# Cania Gorge National Park
Cania Gorge National Park är en park i Australien. Den ligger i delstaten Queensland, omkring 370 kilometer nordväst om delstatshuvudstaden Brisbane. Arean är 30 kvadratkilometer.
Trakten runt Cania Gorge National Park är nära nog obefolkad, med mindre än två invånare per kvadratkilometer..
I omgivningarna runt Cania Gorge National Park växer huvudsakligen savannskog. Genomsnittlig årsnederbörd är 1 122 millimeter. Den regnigaste månaden är januari, med i genomsnitt 242 mm nederbörd, och den torraste är september, med 32 mm nederbörd.